# Plegafulles maculat
El plegafulles maculat (Syndactyla guttulata) és una espècie d'ocell de la família dels furnàrids (Furnariidae) que habita l'espesura de la selva pluvial a les muntanyes del nord de Veneçuela.